# Ibrahim Sangaré
Ibrahim Sangaré (Koumassi, Costa de Marfil, 2 de diciembre de 1997) es un futbolista marfileño que juega de centrocampista en el Nottingham Forest F. C. de la Premier League.

## Trayectoria
Sangaré comenzó su carrera deportiva en el Toulouse F. C., con el que debutó como profesional, en la Ligue 1, el 22 de octubre de 2016 frente al Angers SCO.
En 2020 abandonó el Toulouse para fichar por el PSV Eindhoven. En los tres años que estuvo jugó 140 partidos y ganó en tres ocasiones la Supercopa y dos veces la Copa de los Países Bajos. Se marchó el 1 de septiembre de 2023 después de ser traspasado al Nottingham Forest F. C. y firmar un contrato por cinco temporadas.

## Selección nacional
Sangaré fue internacional sub-20 y sub-23 con la selección de fútbol de Costa de Marfil, antes de debutar como internacional absoluto en 2015.

## Estadísticas

### Clubes
Actualizado al último partido disputado el 31 de agosto de 2024.
| Club                         | Div.          | Temporada     | Liga  | Liga  | Copas nacionales | Copas nacionales | Copas internacionales | Copas internacionales | Total | Total |
| Club                         | Div.          | Temporada     | Part. | Goles | Part.            | Goles            | Part.                 | Goles                 | Part. | Goles |
| ---------------------------- | ------------- | ------------- | ----- | ----- | ---------------- | ---------------- | --------------------- | --------------------- | ----- | ----- |
| Toulouse F. C. II Francia    | 5.ª           | 2016-17       | 12    | 0     | —                | —                | —                     | —                     | 12    | 0     |
| Toulouse F. C. II Francia    | 5.ª           | 2017-18       | 4     | 0     | —                | —                | —                     | —                     | 4     | 0     |
| Toulouse F. C. II Francia    | Total club    | Total club    | 16    | 0     | 0                | 0                | 0                     | 0                     | 16    | 0     |
| Toulouse F. C. Francia       | 1.ª           | 2016-17       | 5     | 0     | 1                | 0                | —                     | —                     | 6     | 0     |
| Toulouse F. C. Francia       | 1.ª           | 2017-18       | 22    | 1     | 2                | 0                | —                     | —                     | 24    | 1     |
| Toulouse F. C. Francia       | 1.ª           | 2018-19       | 28    | 1     | 0                | 0                | —                     | —                     | 28    | 1     |
| Toulouse F. C. Francia       | 1.ª           | 2019-20       | 25    | 0     | 1                | 0                | —                     | —                     | 26    | 0     |
| Toulouse F. C. Francia       | 2.ª           | 2020-21       | 2     | 0     | —                | —                | —                     | —                     | 2     | 0     |
| Toulouse F. C. Francia       | Total club    | Total club    | 82    | 2     | 4                | 0                | 0                     | 0                     | 86    | 2     |
| PSV Eindhoven · Países Bajos | 1.ª           | 2020-21       | 29    | 1     | 3                | 0                | 7                     | 0                     | 40    | 1     |
| PSV Eindhoven · Países Bajos | 1.ª           | 2021-22       | 29    | 3     | 5                | 0                | 15                    | 1                     | 49    | 4     |
| PSV Eindhoven · Países Bajos | 1.ª           | 2022-23       | 29    | 5     | 6                | 1                | 10                    | 2                     | 44    | 8     |
| PSV Eindhoven · Países Bajos | 1.ª           | 2023-24       | 2     | 0     | 1                | 0                | 4                     | 2                     | 7     | 2     |
| PSV Eindhoven · Países Bajos | Total club    | Total club    | 89    | 9     | 15               | 1                | 36                    | 5                     | 140   | 15    |
| southampton F. C. Inglaterra | 1.ª           | 2023-24       | 17    | 0     | 0                | 0                | —                     | —                     | 17    | 0     |
| southampton F. C. Inglaterra | 1.ª           | 2024-25       | 3     | 0     | 1                | 0                | —                     | —                     | 4     | 0     |
| southampton F. C. Inglaterra | Total club    | Total club    | 20    | 0     | 1                | 0                | 0                     | 0                     | 21    | 0     |
| Total carrera                | Total carrera | Total carrera | 207   | 11    | 20               | 1                | 36                    | 5                     | 263   | 17    |

## Palmarés

### Títulos nacionales
| Título                        | Club          | País         | Año  |
| ----------------------------- | ------------- | ------------ | ---- |
| Supercopa de los Países Bajos | PSV Eindhoven | Países Bajos | 2021 |
| Copa de los Países Bajos      | PSV Eindhoven | Países Bajos | 2022 |
| Supercopa de los Países Bajos | PSV Eindhoven | Países Bajos | 2022 |
| Copa de los Países Bajos      | PSV Eindhoven | Países Bajos | 2023 |
| Supercopa de los Países Bajos | PSV Eindhoven | Países Bajos | 2023 |

### Títulos internacionales
| Título                    | Equipo          | Sede            | Año  |
| ------------------------- | --------------- | --------------- | ---- |
| Copa Africana de Naciones | Costa de Marfil | Costa de Marfil | 2023 |